# Gina Stiebitz

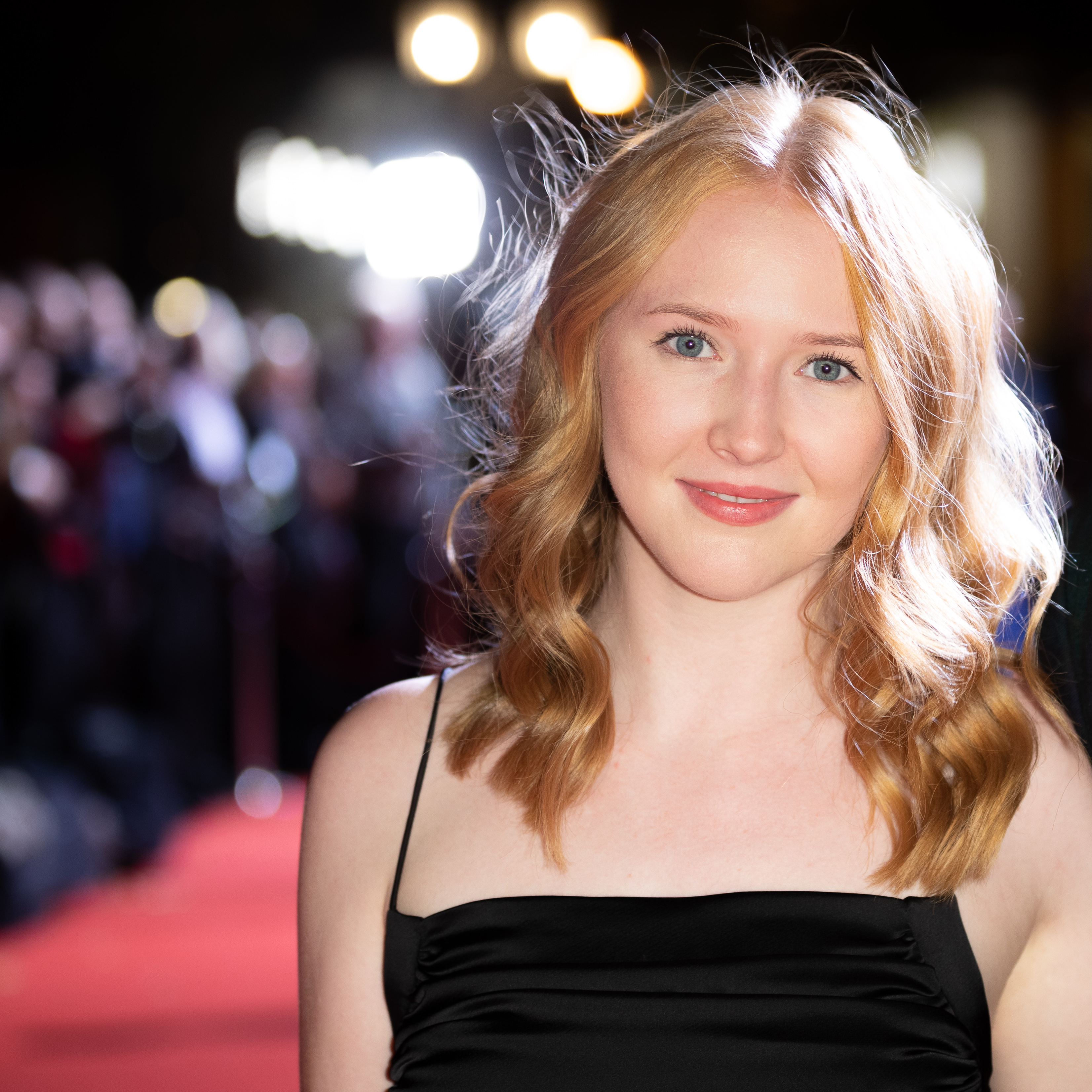
Gina Stiebitz beim Hessischen Film- und Kinopreis 2019

Gina Alice Stiebitz (* 17. Oktober 1997 in Berlin) ist eine deutsche Schauspielerin.

## Leben
Im Alter von elf Jahren erhielt Gina Stiebitz ihre erste Fernsehhauptrolle in der Serie Wie erziehe ich meine Eltern? als Konny. Dort wirkte sie von 2008 bis 2009 für den MDR in der dritten Staffel mit. 2010 spielte sie in dem Kinofilm Womb von Benedict Fliegauf mit. 2011 war sie in einer Folge der Serie In aller Freundschaft zu sehen. Ende 2013 drehte Stiebitz neben Ulrich Noethen und Ina Weisse den Fernsehfilm Ich will dich von Rainer Kaufmann. Des Weiteren spielte sie diverse Theater- und Musicalrollen im Friedrichstadt-Palast in Berlin, unter anderem im Stück Träume brauchen Anläufe. Von Dezember 2017 bis Mitte 2020 verkörperte Stiebitz die Rolle der „Franziska Doppler“ in der Netflixserie Dark.

## Filmografie

### Film und Fernsehen
- 2010–2011: Wie erziehe ich meine Eltern? (Fernsehserie)
- 2011: Womb (Kino)
- 2011: In aller Freundschaft (Fernsehserie, Episodenrolle)
- 2014: Ich will dich (Fernsehfilm)
- 2016: Familie Dr. Kleist (Fernsehserie)
- 2016: Alles Klara (Fernsehserie, Episodenrolle)
- 2017–2020: Dark (Fernsehserie, 16 Folgen)
- 2017: Großstadtrevier, Eiskind (Fernsehserie, Episodenhauptrolle)
- 2017: Wir schaffen das schon (Kino)
- 2017: Ich Ich Ich (Abschlussfilm Dffb)
- 2017: In aller Freundschaft – Die jungen Ärzte (Fernsehserie)
- 2018: Neben der Spur – Sag, es tut dir leid
- 2019: Wir sind jetzt (Fernsehserie)
- 2019: Der Alte (Fernsehserie, Folge Vergiftete Freundschaft)
- 2020: Die Kanzlei (Fernsehserie, Folge Heimatlos)
- 2020: Die Chefin (Fernsehserie, Folge Kaltblütig)
- 2021: Im Sumpf (Rojst, Fernsehserie, Staffel 2)
- 2021: Ich Ich Ich
- 2022–2023: Wendehammer (Fernsehserie, 5 Folgen)

### Theater
- 2009: Die Schneekönigin (Friedrichstadtpalast Berlin)
- 2009: Die Jugend der Bounty (Friedrichstadtpalast Berlin)
- 2010: Träume brauchen Anlauf (Friedrichstadtpalast Berlin)

### Synchronisation
- 2011: Bibi und Tina (Nebenrolle)
- 2013: Minas Adventures (Hauptrolle)
- 2016: Landgericht (Hauptrolle)

### Werbung
- 2013: Ergo Direkt
- 2013: Mc Donalds Austria
- 2013: American Apparel
- 2014: Geschenkidee
- 2015: Geschenkidee
- 2015: Homann